# دوبال‌میوه تندگوشه
دوبال‌میوه تندگوشه (نام علمی: Dipterocarpus acutangulus) نام یک گونه از سرده دوبال‌میوه‌ها است.